# 音更山
音更山（おとふけやま）は、北海道中央部の石狩山地にある北海道上川総合振興局管内の上川郡上川町と十勝総合振興局管内の河東郡上士幌町にまたがる標高1,932mの山。石英閃緑岩からなる。

## 概要
一級河川石狩川水系と一級河川十勝川水系の分水嶺となっており、十勝川水系音更川の水源でもある。大雪山国立公園（特別保護地区）に含まれ、北海道百名山に選ばれている。山頂には一等三角点「音更山」（基準点コード「TR16543207201」）がある。山名はアイヌ語で「オトプケ（毛髪を生ずる処）」の転訛である。

## 周辺の山
- 石狩岳
- ユニ石狩岳
- ポン音更山
- 小石狩岳
- 川上岳
- 沼ノ原山
- ニペソツ山
- 三国山

## 主な登山ルート
- シュナイダーコース
- 十石峠コース